# Phang Khon (huyện)
Phang Khon (tiếng Thái: พังโคน) là một huyện (amphoe) của tỉnh Sakon Nakhon, Thái Lan.

## Địa lý
Các huyện giáp ranh (từ phía bắc theo chiều kim đồng hồ) là: Wanon Niwat, Phanna Nikhom, Waritchaphum và Sawang Daen Din.
Đập Nam Un nằm ở huyện này.

## Lịch sử
Tiểu huyện (king amphoe) đã được lập ngày 20 tháng 3 năm 1968, khi ba tambon Muang Khai, Hai Yong và Rae được tách ra từ Phanna Nikhom. Đơn vị này đã được nâng cấp thành huyện ngày 16 tháng 11 năm 1971.

## Hành chính
Huyện này được chia thành 5 phó huyện (tambon), các đơn vị này lại được chia ra thành 70 làng (muban). Phang Khon là một thị trấn (thesaban tambon) nằm trên một phần của tambon Phang Khon. Có 5 Tổ chức hành chính tambon.
| STT. | Tên        | Tên Thái | Số làng | Dân số |  |
| ---- | ---------- | -------- | ------- | ------ |  |
| 1.   | Phang Khon | พังโคน    | 13      | 13.621 |  |
| 2.   | Muang Khai | ม่วงไข่    | 11      | 9.366  |  |
| 3.   | Rae        | แร่       | 14      | 8.192  |  |
| 4.   | Hai Yong   | ไฮหย่อง   | 18      | 12.700 |  |
| 5.   | Ton Phueng | ต้นผึ้ง     | 14      | 8.152  |  |